# Distretto di Nagykálló
Il distretto di Nagykálló (in ungherese Nagykállói járás) è un distretto dell'Ungheria, situato nella provincia di Szabolcs-Szatmár-Bereg.